# Ernst I. (Sachsen-Altenburg)

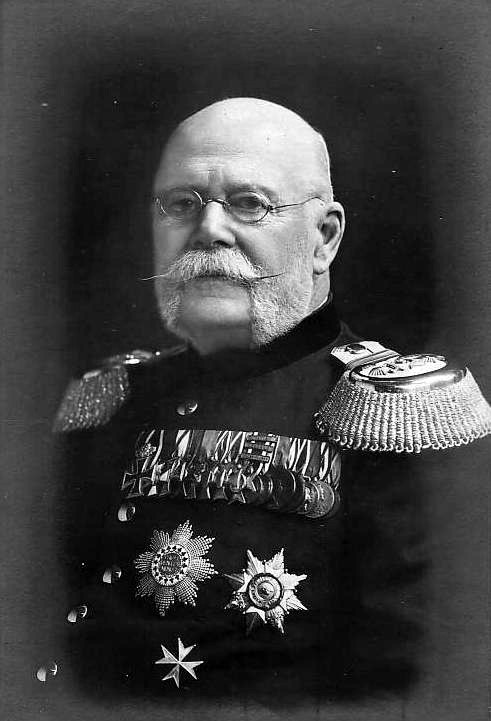
Herzog Ernst I.

Ernst I. von Sachsen-Altenburg (* 16. September 1826 in Hildburghausen; † 7. Februar 1908 in Altenburg) war von 1853 bis 1908 Herzog von Sachsen-Altenburg.

## Erbprinz
Ernst war ein Sohn des Herzogs Georg von Sachsen-Altenburg und dessen Gemahlin Herzogin Marie zu Mecklenburg. Damit gehörte er dem Haus Sachsen-Hildburghausen an, das wenige Monate nach seiner Geburt in Haus Sachsen-Altenburg umbenannt wurde. Er studierte mit seinem Bruder Moritz von Sachsen-Altenburg ab 1840 an der Universität Jena. Er war Corpsschleifenträger der Franconia Jena und der Saxo-Borussia Heidelberg (1892). Drei Jahre später setzte er seine Ausbildung in Lausanne fort. An seinem 18. Geburtstag erhielt er das Großkreuz des Herzoglich Sachsen-Ernestinischen-Hausordens.
Mitte August 1845 begann Ernst seine militärische Ausbildung bei der 2. Kompanie des herzoglich sachsen-altenburgischen Linienbataillons. Am 29. September 1847 wurde er als Sekondeleutnant in der 6. Jäger-Abteilung der Preußischen Armee in Breslau angestellt. Bei einem Besuch seiner Cousine Alexandra von Sachsen-Altenburg lernte er Kaiser Alexander II. kennen, mit dem er sich anfreundete. Nachdem er seine Ausbildung an der Universität Leipzig abgeschlossen hatte, wurde der Erbprinz Premierleutnant in der Leib-Kompanie im 1. Garde-Regiment zu Fuß in Potsdam. Kurz nach seiner Beförderung zum Major heiratete er am 28. April 1853 in Dessau Prinzessin Agnes von Anhalt-Dessau (1824–1897), Tochter von Herzog Leopold IV. von Anhalt-Dessau und dessen Ehefrau Prinzessin Friederike von Preußen. Unter den Hochzeitsgästen befand sich auch Preußens König Friedrich Wilhelm IV.

## Herzog von Sachsen-Altenburg

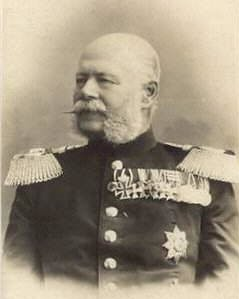
Ernst I.

Ernsts schwerkranker Vater hatte ihm am 28. Mai 1853 die Regierungsgeschäfte übertragen und starb am 3. August. Daraufhin trat Ernst I. die Herrschaft im Herzogtum Sachsen-Altenburg an. Kurz danach wurde ihm vom bayerischen König der Hubertusorden verliehen und bei einer Reise nach Berlin erhielt er vom preußischen König den Schwarzen Adlerorden.
Ernst trat politisch kaum in Erscheinung, liebte die Jagd, war aber sozialen Problemen des Landes gegenüber sehr aufgeschlossen. Er vereinfachte die Staatsverwaltung und Altenburg entwickelte sich unter seiner Regierung zu einer bedeutenden Industriestadt. Im Jahr 1868 regelte er in einem Vertrag den Grenzverlauf mit dem Fürstentum Reuß jüngere Linie. 1864 ließ er das Rathaus in Altenburg restaurieren, 1871 wurde das Hoftheater und fünf Jahre später das Landesmuseum eröffnet. Am 29. April 1873 wurden in einem Domänen-Fideikommiss die Eigentumsverhältnisse des Herzogshauses und des Staates neu geregelt. Von Zar Alexander II. erhielt er auf einer Reise nach St. Petersburg 1873 die Inhaberschaft über das 50. Infanterieregiment „Bialystok“. Der Herzog besuchte im Anschluss auch die Türkei und Österreich-Ungarn.
Ernst erließ am 9. Februar 1855 ein Militärgesetz, das den engen Anschluss an Preußen fundamentierte. Eine Woche später wurde er zum preußischen Generalmajor à la suite und vier Jahre darauf zum Generalleutnant ernannt. Am 30. März 1862 schloss er mit Berlin eine Militärkonvention und nahm ein Jahr später am Frankfurter Fürstentag nicht mehr teil. Bei Ausbruch des Deutschen Kriegs zwischen Preußen und Österreich schloss er, trotz der Sympathien vieler Wettiner für Österreich am 21. Juni 1866 ein Militärbündnis mit Preußen. Er erkannte darin unter anderem, den von Preußen aufgestellten Entwurf für die neue Bundesordnung an und erhielt dafür im Gegenzug die Garantie für die Unabhängigkeit und Integrität seines Territoriums. Das geforderte Altenburger Kontingent wurde allerdings nicht in Kriegshandlungen verwickelt. 1866 trat Sachsen-Altenburg dem Norddeutschen Bund bei und das Militärwesen wurde nach preußischem Vorbild reformiert.
Nach der vom Bundesrat beschlossenen Mobilmachung des Heeres für den Krieg gegen Frankreich am 15. Juli 1870, reiste Herzog Ernst zwei Tage später nach Berlin um Wilhelm I. seine Bündnistreue zu erklären. Er erhielt die Erlaubnis, sich dem Stab des Großherzogs Friedrich Franz II. von Mecklenburg-Schwerin anzuschließen. Am 4. Oktober 1870 wechselte Ernst in den Stab des IV. Armee-Korps, dem er bis Kriegsende angehörte und nahm u. a. an der Belagerung von Paris sowie den Kämpfen an der Loire teil. Er war auch Teilnehmer der Kaiserproklamation in Versailles am 18. Januar 1871. Am 28. September 1907 ernannte ihn Wilhelm II. zum Generaloberst mit dem Rang als Generalfeldmarschall. Er war auch sächsischer Generaloberst sowie Chef der Jäger-Bataillone Nr. 6 und 12.
Der Herzog verheiratete 1873 seine einzige Tochter mit dem preußischen Prinzen Albrecht. Dem von Ernst so verehrten Kaiser Wilhelm I. ließ er 1891 in Altenburg ein Denkmal errichten.

Vereinstaler von 1869

Wie schon sein Vorgänger Friedrich hielt er sich gerne auf dem Jagdschloss Hummelshain auf, welches er, nach einem Brand 1872, durch den Architekten Ernst von Ihne 1880 bis 1885 im Stil der Neorenaissance umbauen ließ.
1886 galt der Herzog als einer der sechs Ehrenmitglieder der Balley Brandenburg des Ritterlichen Ordens St. Johannis vom Spital zu Jerusalem, kurz Johanniterorden, wo sein Schwiegersohn das Herrenmeister-Amt innehatte.
Nach einer ungewöhnlich langen Regierungszeit von 55 Jahren übernahm nach seinem Tod 1908 sein Neffe Ernst II. von Sachsen-Altenburg die Regentschaft. Herzog Ernst I. galt als enger Freund aller drei Deutschen Kaiser. Wilhelm II. bemerkte bei seinem Ableben:

„Ich und mein Haus verlieren in dem Dahingeschiedenen einen wahren, aufrichtigen Freund, seine Landeskinder einen fürsorglichen Vater, das Reich einen treuen, erprobten Fürsten, der sein langes, reichgesegnetes Leben stets in den Dienst des Vaterlands gestellt.“

## Nachkommen

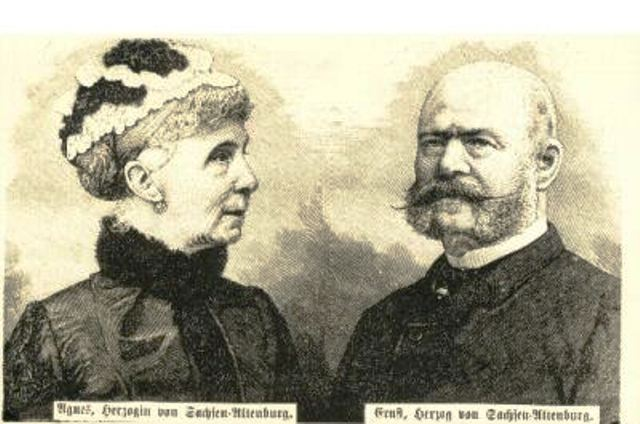
Herzog Ernst I. mit Gemahlin Agnes

Aus seiner Ehe hatte Ernst, neben einem im Säuglingsalter gestorbenen Sohn, eine Tochter:
- Marie (1854–1898) ⚭ 1873 Prinz Albrecht von Preußen (1837–1906)
- Georg (*/† 1856)